# 臼田宇宙空間観測所

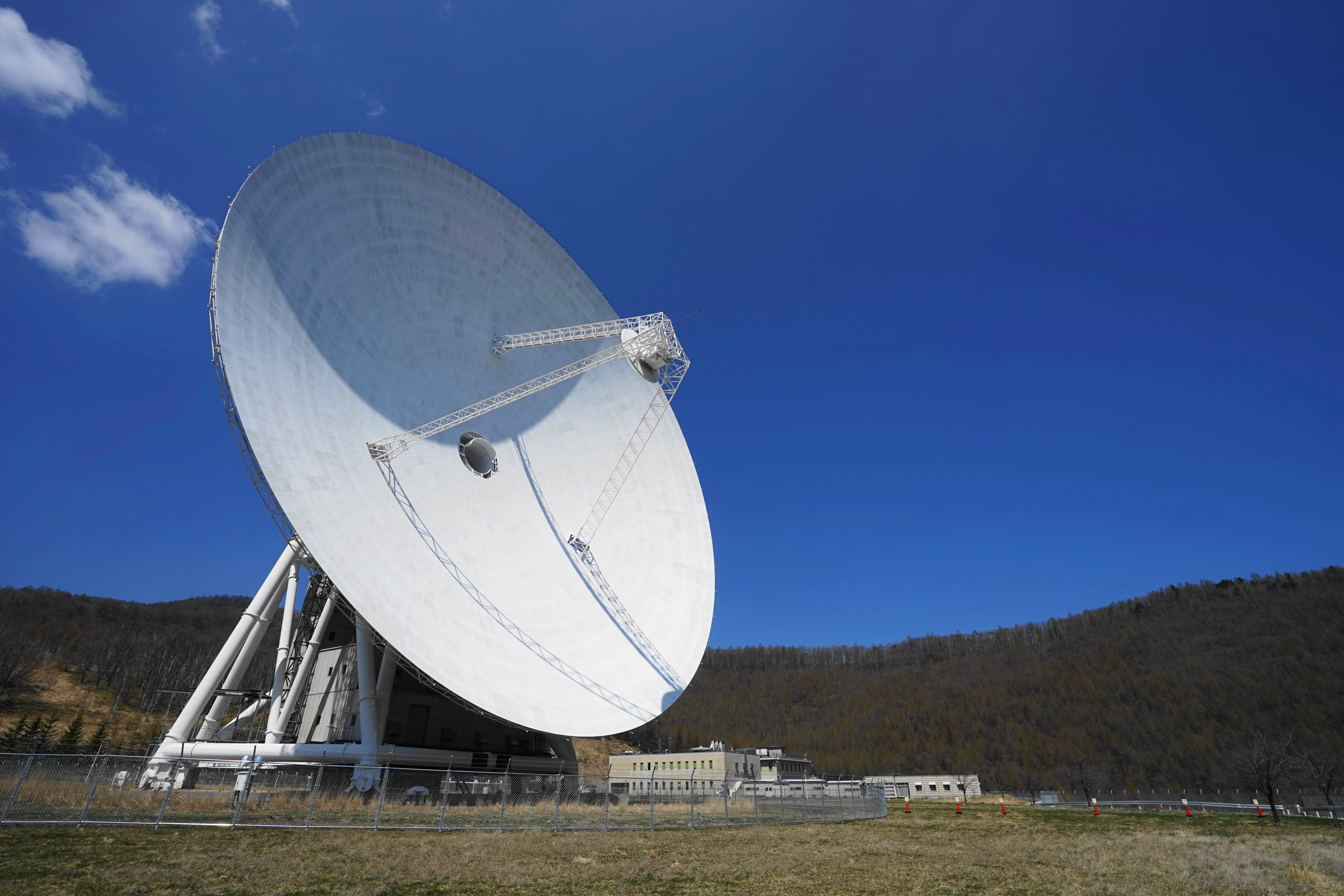
64mパラボラアンテナ

臼田宇宙空間観測所（うすだうちゅうくうかんかんそくじょ、UDSC、Usuda Deep Space Center）は、長野県佐久市にある宇宙航空研究開発機構（JAXA）の探査機用の通信施設。
1984年10月から運用を開始し、大型パラボラアンテナで深宇宙探査機と通信する。ハレー彗星観測用惑星探査機さきがけ・すいせい、火星探査機のぞみ、小惑星探査機はやぶさなどとの通信を担ってきた。宇宙科学研究所（ISAS）の施設で、維持管理はJAXA統合追跡ネットワーク技術部が行う。空間観測所という名称だが、電波望遠鏡などの受信専用設備とは異なり送信機能を有する。

## 概説
太陽系内にて観測を行っている深宇宙探査機に向けての動作指令送信や、探査機からの観測データの送受信を行えるよう、ハイゲインとなる大型64 mパラボラアンテナと展示館施設から成る。観測員は常時待機せず、宇宙航空研究開発機構宇宙科学研究所（神奈川県相模原市）との間に専用線ネットワークを構築し、運用されている。なお、時々メンテナンスがあるため、宇宙科学研究所の職員と機器開発メーカの技術者とで有人運用も行えるようになっている。また、安定度の高い基準周波数信号や正確な時刻信号が必要な為に、3台の水素メーザを並列運転した標準周波数時刻システムを1998年から使用している。
蓼科山の国有林内、標高1,490mの地点にあり、開設時の建設総額約100億円で、うちアンテナが約70億円。

## 設立の経緯
1986年に76年周期で回遊してくるハレー彗星の最接近が予定されており、それに合わせて欧州宇宙機関（ESA）が1985年7月にジオットを、ソ連が1984年12月にヴェガ2機をハレー彗星に向かわせた。アメリカのNASAは新規衛星の打ち上げは見送ったが、それ以前に打ち上げられていた探査機である ISSE-3（その後、国際彗星探査機（ICE）と名称を変更）を、5回の月スイングバイにより軌道修正させ、ハレー彗星に送り込むことが決まっていた。
日本においては、宇宙研究の先導的な2極（アメリカ・ソビエト連邦（現・ロシア））による研究体制を見習い、新たな1極を目指そうという目標と、3極（アメリカ・ソビエト連邦・欧州）との国際協力による詳細な彗星観測の実績を得るため、旧文部省宇宙科学研究所（ISAS。現・宇宙航空研究開発機構（JAXA）宇宙科学研究所）もまた、ハレー彗星や太陽系の各惑星の探査を目指すプロジェクト（PLANET計画）を立ち上げた。
当時、日本には人工衛星打ち上げの技術はあっても、惑星間空間への探査機投入の経験はなく、アメリカのジェット推進研究所（JPL）のディープスペースネットワーク（DSN）のような通信インフラストラクチャーさえ存在しなかった。そのため、探査機操作用として自前の通信設備が必要であり、本施設の建設につながっている。建設候補地は約10か所あったが、その中から長野県南佐久郡臼田町（当時）が選ばれている。

## 沿革
- 1980年：現地調査。
- 1981年：建設準備開始、林野庁の管理する山林に林道を拡幅。
- 1982年：当時の建設省及び林野庁から建設許可、山林を切り開き、施設設置用の平地を確保。
- 1983年：三菱電機関西事業所にて、パラボラアンテナの製造開始。
- 1984年：
  - パラボラアンテナ設置。ハレー彗星探査機「すいせい」の電波受信開始。
  - 10月31日：開所式[3]。
- 1985年：付帯設備の建設開始。
- 1986年：見学展示館などを開設。一般見学開始。

## 設備

### 64 mパラボラアンテナ

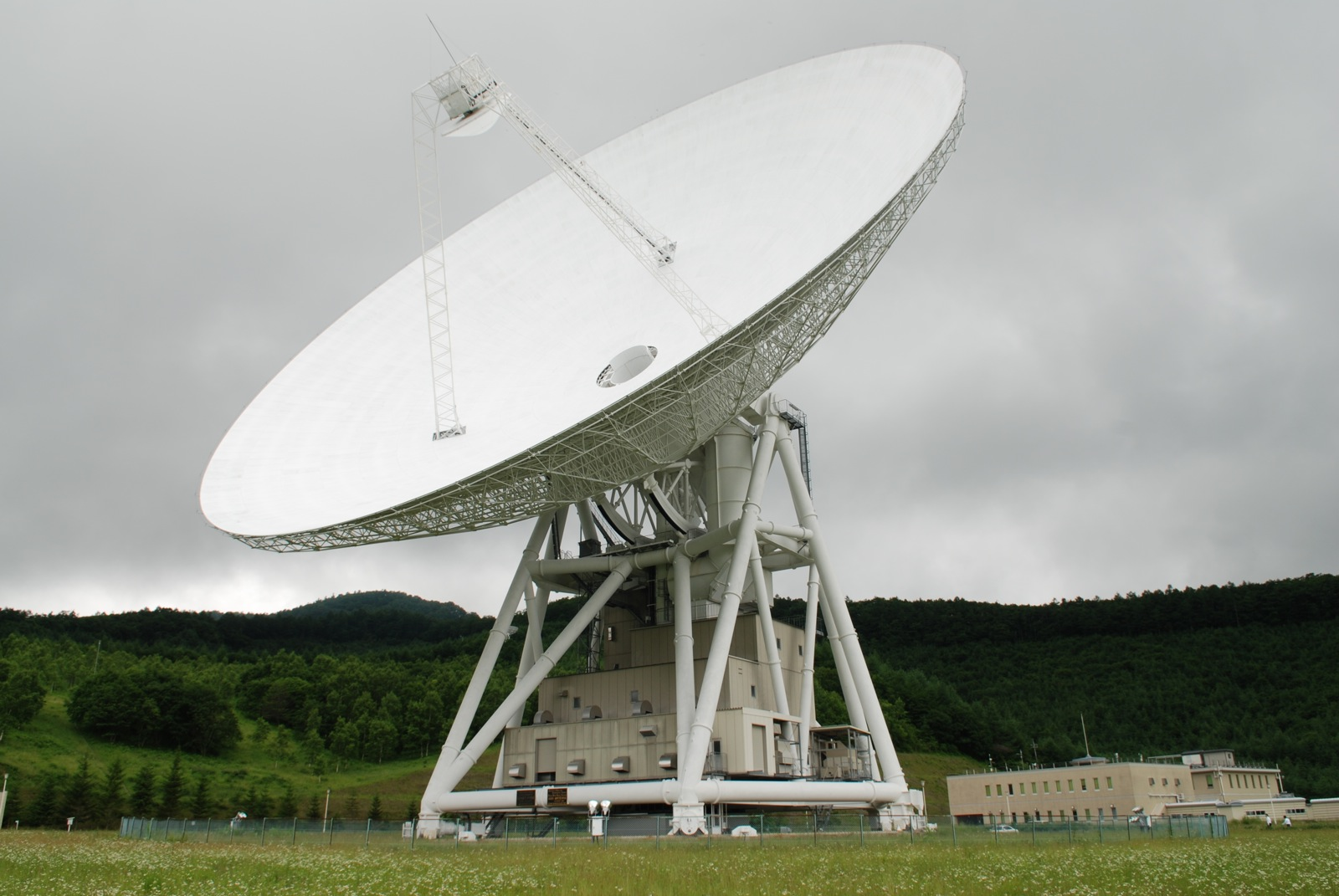
64mパラボラアンテナ

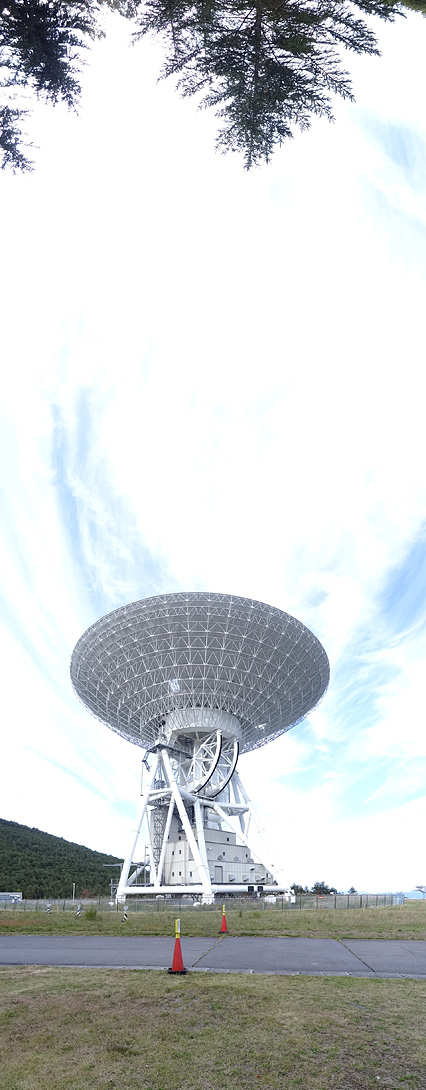
JAXA 臼田宇宙空間観測所　一時、通信が途絶えた「はやぶさ」からの信号を最初に補足したアンテナ。垂直パノラマ写真で背後の木が写っている。

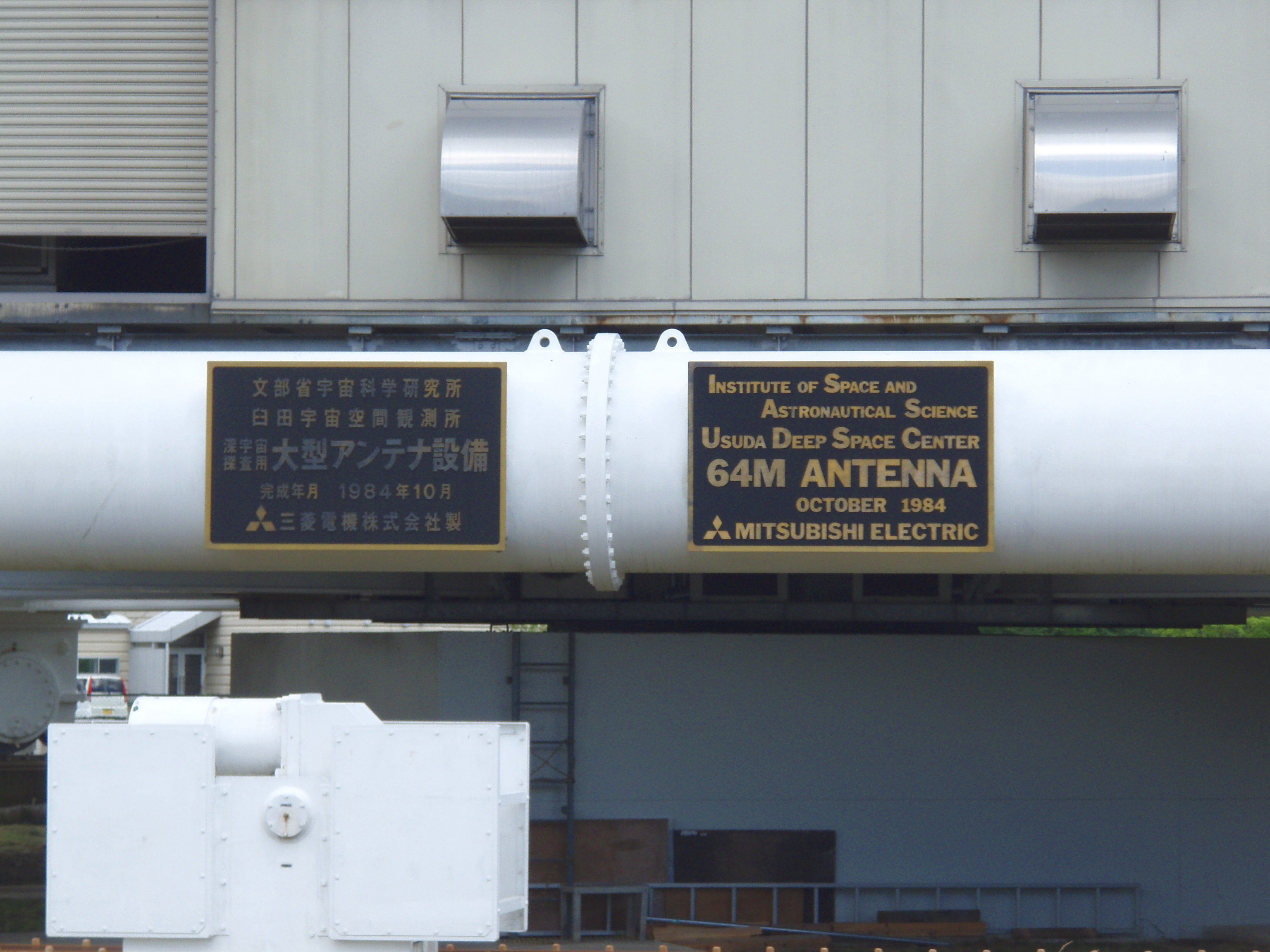
アンテナに付けられている銘板

本観測所のメインであるパラボラアンテナの大きさは直径64 m。パラボラの利得（ゲイン）は半径の2乗に比例するため、一般的な衛星軌道上通信アンテナである10 mの大きさと比較して40倍の利得（ゲイン）がある。建設当時は東洋一の大きさを誇った。三菱電機製。
パラボラアンテナの構造は、野辺山宇宙電波観測所にある45 m電波望遠鏡開発にて培われた、ホモロガス変形法を用いることによって、高い集光力を有する。ただし、電波測定を主たる任務にする電波望遠鏡とは違い、シビアな調整を要さないため、パラボラ面の裏面にカバーをしたり、温度調整や定常的な鏡面精度の測定は行われていない。
8 GHz帯受信用低雑音増幅器（LNA）は超遠距離からの微弱な電波を受信するため、液体ヘリウム冷却で極低温に冷却され熱雑音を極限まで低減させている。同LNAは2式あり、雑音温度の実力は数Kとも言われている。日本通信機製。
指令電波は7 GHz帯（Xバンド）と2 GHz帯（Sバンド）で行われる。
送信機器は、
- Xバンドは出力20 kW の水冷式クライストロン2式（送信）
- Sバンドでは出力20 kW の水冷式クライストロン1式（送信）

となっている。日本電気製。
なお、実現性を危ぶむ声もあるが、2007年に宇宙航空研究開発機構が、今後の宇宙計画として発表した長期目標における木星探査計画やセレーネ2計画に対し、大幅な能力不足
や通信可能時間の不足
が指摘されており、南米局の開設と当該施設の更新が望まれている。
- 2009事業年度中に、一部設備の更新が行われたため、2009年10月より2010年3月まで運用を休止し、その後運用を再開した。上記休止期間中は小惑星探査機「はやぶさ」ミッションの運用は、内之浦の34 ｍアンテナ局を用いて実施した。

技術仕様
- 有効口径：64 m
- 光学系：カセグレイン式電波光学系[Beam Wave Guideによる導波方式採用]
- 鏡面精度：実測値5 mm/64 m、理論値10 mm/64 m
- 鏡面材質：アルミパネル+プラスチックコート
- 架台：経緯儀式
- 追尾精度：5秒/180度

### 10 mパラボラアンテナ
直径10 m 開口能率 64%、22 GHz 受信機を搭載したカセグレイン方式のパラボラアンテナで、銀河中心の超長基線電波干渉法観測に用いられている。かつては、電波天文衛星はるかの追跡を目的として建設・運用されていた。Ku帯（15 GHz, 40 GHz）での送受信能力をもつ。また、はるかプロジェクトが2005年11月に終了した後は、ASTRO-Gプロジェクトでの使用を目的として、Ka帯送受信設備としての改修整備が検討されていたが、同プロジェクトは中止された。

## 美笹深宇宙探査用地上局
美笹深宇宙探査用地上局（みささしんうちゅうたんさようちじょうきょく、Misasa Deep Space Station、MDSS）は臼田の64 mアンテナの老朽化に伴って新設された後継施設。臼田宇宙空間観測所内の局として位置づけられるが、臼田局から直線距離で1.3km離れた国有林内（長野県佐久市前山字立科1905-1）にある。2021年4月10月に開局・運用開始した。臼田局に対して美笹局と区別される。
2015年11月に発足した整備プロジェクトは深宇宙探査用地上局（GREAT）プロジェクトと呼ばれ、美笹局（MDSS）の名称が決まる前は局の名称としてGREATと表記された。2021年6月1日から、信頼性・運用性・海外連携の柔軟性をより高度化させるためGREAT2プロジェクトを開始し、2024年3月に完了、4月に定常運用を開始した。

### 54 mパラボラアンテナ
有効口径54 mで64 mアンテナと同じ能力を得るため、構造強化や野辺山宇宙電波観測所45 m電波望遠鏡の様に主鏡面裏のカバーを取り付けての温度管理などが行われる。総重量では2,200トンと64mアンテナの1,800トン以上となる。はやぶさ2との通信やみおとの通信にも使用されている。
主要技術仕様（予定）
- 有効口径：54 m
- アンテナ方式：鏡面修正カセグレインアンテナ
- X帯送信利得：69.62 dBi以上
- X帯送信電力：20 kW以上（EIRPを142.62 dBm以上とする）
- 周波数帯
  - 探査機追跡管制用/For tracking and controlling explorers

X帯送信（7,145 MHz - 7,235 MHz）/X-band transmission（7,145 MHz - 7,235 MHz）
X帯受信（8,400 MHz - 8,500 MHz）/X-band reception（8,400 MHz - 8,500 MHz）
Ka帯受信（31,800 MHz - 32,300 MHz）/Ka-band reception（31,800 MHz - 32,300 MHz）
  - 測地VLBI用/For geodetic VLBI

X帯受信（8,200 MHz - 8,700 MHz）/X-band reception（8,200 MHz - 8,700 MHz）
- 受信性能
  - X帯G/T：53.80 dB/K（53.35 dB/K）以上@仰角15° - 80°

ただし、最大瞬間風速10 m/sec、日照条件下における性能低下は0.2 dB以下であること。
  - Ka帯G/T：59.63dB/K（59.33dB/K）以上@仰角15° - 80°

ただし、最大瞬間風速3 m/sec、日照条件下においても低下は3 dB以下であること。

## 国際協力
ボイジャー2号の天王星・海王星探査時において、天王星が北半球側での観測に適していたため、ボイジャー2号との通信の一部を受け持ち、海王星のフライバイ観測時にも運用支援を行っている。現在でも、要請があれば惑星間を飛行する米国・欧州保有の探査機の通信を担うこともある。また、同じくして日本の探査機も、米国のディープスペースネットワーク（DSN）などを通じて管制制御を行っている。

### 国際ダウンリンク
2007年、月の科学探査を目的としたセレーネミッション（かぐや）の実施にあたり、南米チリ共和国サンチアゴ市郊外にチリ局を開設した。同じくして、オーストラリア連邦パース市郊外、スペイン王国領カナリア諸島にも電波通信施設を開設している。これによって、24時間通信体制を確立した。
はやぶさ2の制御に使う可能性がある地上アンテナとして、臼田の他に内之浦宇宙空間観測所、ゴールドストーン深宇宙通信施設、キャンベラ深宇宙通信施設、マドリード深宇宙通信施設、マラルグエ局が挙げられているが、2019年2月22日のリュウグウタッチダウンを臼田が担うことが、同月20日の記者会見で明らかになった。

## 周辺地区と見学
長野県佐久市臼田を設営地としたのは、周囲が山に囲まれ電波雑音レベルが低い点と、当時計画中であった北陸新幹線や上信越自動車道、建設中の中部横断自動車道などのジャンクションがあり、交通の便が良い点からである。
見学は昼間随時可能であり、JAXAの資料が展示されている展示室などがある。また、広い敷地を利用して、アンテナから20 m程の場所を基点に55億分の1の太陽系縮尺モデル(太陽-木星)を展示しており、実際の太陽と惑星の距離感とスケール感を実感できるよう工夫されている。

### 公開種別
- 一般公開：施設外観見学、展示室見学
- 特別公開：特に無し（相模原キャンパスの特別公開において、宇宙空間観測所での通信について説明も行う）。
- 研究利用：全国研究共同利用施設、全国大学研究共同利用施設、国際共同研究利用施設（窓口は、宇宙科学研究所）

## その他
- 国立天文台及び国土地理院等において進められている、日本全土を対象とするVLBI観測計画の一部を担うことになった[注釈 5]。
- JAXAサイト内で散見される「うすださん」とは、当観測所の64 mパラボラアンテナのことを指している（これに対して内之浦宇宙空間観測所の34 mアンテナは「うっちーさん」と呼ばれる。）。